# Dara dei Siri
Dara dei Siri (łac. Darensis Syrorum) – katolicka stolica tytularna w Turcji erygowana w roku 1979 przez papieża Jana Pawła II.

## Biskupi tytularni
| Lp. | Biskup                      | Funkcja                   | Od               | Do            |
| --- | --------------------------- | ------------------------- | ---------------- | ------------- |
| 1   | Athanase Matti Shaba Matoka | biskup pomocniczy Bagdadu | 25 sierpnia 1979 | 15 lipca 1983 |
| 2   | Flavien Joseph Melki        | biskup kurialny Antiochii | 25 maja 1996     |               |